# Мухаммед Тайбуга
Мухаммед Тайбуга (д/н — 1502) — 1-й володар Сибірського ханства у 1495—1502 роках.

## Життєпис
Походив з роду Тайбугидів (Тайбугинів), що тривалий час володіли власним юртом, відомим також як Ішимське ханство. Його дід Мара кинув виклик Чингізідам, намагаючись панувати у Західному Сибіру спільно з ханом Ібаком. Проте був вбитий останнім. Адер, син Мара і батька Мухаммеда, разом з братом Абалаком зберіг частину родинних володінь.
Мухаммед Тайбуга близько 1495 року спадкував владу в юрті після смерті родича Муси-бія. Того ж року напав на хана Ібака, якого переміг та вбив. За цим захопив значну частину Тюменського ханства, завдавши Мамук-хану. Заснував Сибірське ханство.
До кінця життя вів війну проти спадкоємців Мамук-хана. Помер 1502 року. Йому спадкував стриєчний брат Ангіш.